# Edmund Roberts
Edmund Roberts (1784-1836) était un diplomate américain.

## Biographie
Il est né le 29 juin 1784 à Portsmouth (New Hampshire) au New Hampshire.
Sa mère, Sarah Griffiths de Portsmouth (New Hampshire) et Edmund Roberts senior un capitaine de la Royal Navy.
Il s'engage à l'US Navy à l'âge de 13 ans. Il se marie en 1808 avec Catherine Whipple Langdon, la fille du juge Woodbury Langdon et la nièce du gouverneur John Langdon. Ils auront 11 enfants.
Il est engagé au Département de la Marine des États-Unis, et est consul à Démérara durant la Rébellion de Démérara en 1823.
En 1827, il est envoyé en Inde britannique, avec le navire 'Mary Ann', il passe par Zanzibar. Il rencontre le Sultan Saïd ben Sultan al-Busaïd, le sultan de Mascate et Oman et leur offre des cadeaux de la part du gouvernement des États-Unis, dont une série de pièces comprenant celles d'un dollar de 1804.
Il est décédé à Macao le 12 juin 1836 à l'âge de 51 ans de la dysenterie.